# Ernest Hemingway
Ernest Miller Hemingway (výsl. [hemingvej], anglicky: [ˈhɛmɪŋˌweɪ]IPA, 21. července 1899 Oak Park, Illinois – 2. červenec 1961 Ketchum, Idaho) byl americký spisovatel. Je považován za čelného představitele tzv. ztracené generace. V roce 1953 byl oceněn Pulitzerovou cenou, o rok později pak získal Nobelovu cenu za literaturu. Hemingway byl mistrem krátkých forem v próze a jeho úsporný styl se stal pojmem v moderní světové literatuře.

## Život

### Dětství a mládí (1899–1921)
Otec Clarence Edmonds Hemingway (1871–1928) byl lékař, matka Grace Ernestine, rozená Hall (1872–1951) se věnovala hudbě a byla velice zbožná. Bydleli v Oak Parku na předměstí Chicaga. Chatu pojmenovanou Windermere měli u jezera Walloon na severu Michiganu. Na druhé straně jezera koupili později také usedlost nazvanou Longfieldská farma, kde rodina trávila letní měsíce. Ernest se narodil roku 1899 jako druhý ze šesti dětí – měl ještě čtyři sestry a nejmladšího bratra Leicestra. Matka z něj chtěla mít slušně vychované dítě, jejich vztah byl i v dospělosti komplikovaný. Otec v něm podporoval lásku k přírodě, chodili spolu na lov a rybařit, naučil se tábořit, pomáhal na farmě. Byl fyzicky vyspělý, rád plaval a se spolužáky podnikal pěší túry do okolí. Přestože špatně viděl na jedno oko, byl výborný střelec. Svou sílu předváděl v boxu a jízdách po řece na kánoi. Hrál na violoncello ve školním orchestru.

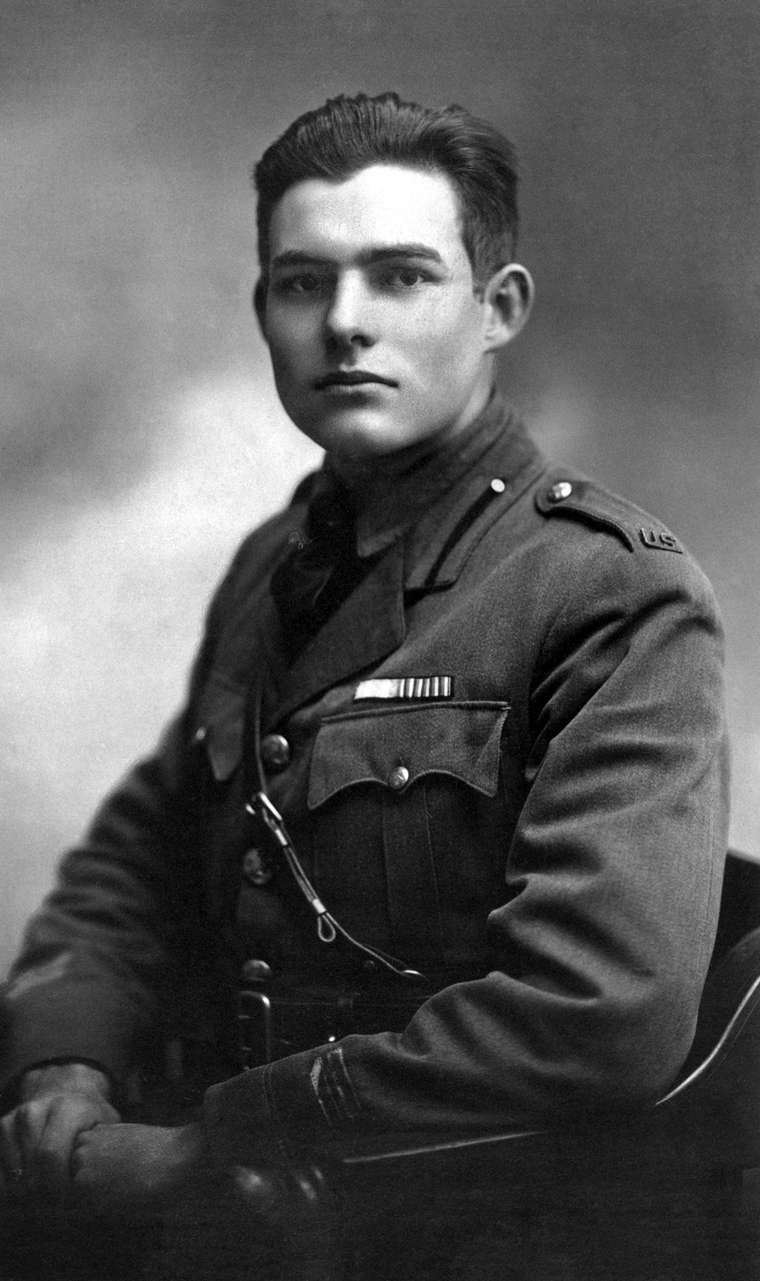
Hemingway v roce 1918 v Miláně

Během studia na střední škole se pokoušel o verše, povídkové črty a sloupky do novin. Po maturitě odmítl jít na vysokou školu a v říjnu 1917 se stal reportérem kansaského listu Star. Byl pevně rozhodnut stát se spisovatelem. Rok na to odjel do Itálie na italskou frontu první světové války jako dobrovolník ambulantních sborů Červeného kříže. V červnu 1918 se dostal jako řidič sanitky do těžkých bojů u řeky Piavy. Zde byl těžce raněn střepinami z minometu. Přes svá mnohočetná zranění odnesl na zádech do bezpečí italského vojáka, který byl v bezvědomí. Byl prvním Američanem raněným v Itálii a za svůj statečný čin byl vyznamenán italskou stříbrnou medailí. Léčil se v nemocnici v Miláně, kde se zamiloval do zdravotní sestry Agnes von Kurowské (1892–1984). Ernest se v lednu 1919 vrátil do USA, kde byl vítán jako hrdina. Agnes zůstala v Evropě a po několika měsících jejich vztah ukončila, protože se zamilovala do mladého italského poručíka.
Po válce se chtěl věnovat psaní. Žil v Torontu, kde se živil jako novinář v deníku Toronto Star a začal psát povídky, které nikdo nechtěl otisknout. V říjnu 1920 se usadil u přátel v Chicagu a tam se seznámil se svou budoucí ženou, osmadvacetiletou Hadley Elizabeth Richardsonovou (1891–1979). Svatba se konala v září 1921 a novomanželé se vydali na cestu do Evropy.

### Život v Evropě (1921–1928)
Zpočátku žili v Paříži, kde navázali kontakty se zahraničními novináři i známými osobnostmi uměleckého světa. Hemingway se stal členem skupiny amerických intelektuálů soustředěných kolem Gertrudy Steinové – tzv. „Ztracená generace“. Živil se jako reportér torontského Staru i jiných novin a za reportážemi procestoval mnoho zemí (Turecko, Itálie, Německo, Švýcarsko). Kromě toho psal krátké črty, povídky a básně. Během pobytu v Evropě však přišel o všechny své rukopisy, když Hadley ve vlaku někdo ukradl kufřík, ve kterém je vezla Ernestovi do Lausanne. Zůstaly mu pouze dvě povídky: Můj táta a Nahoře v Michiganu, což mu způsobilo hlubokou depresi. K psaní se vrátil v Itálii na jaře 1923, kdy poprvé od ztráty rukopisů dokončil povídku. Dal jí název Mimo sezónu a znamenala zásadní převrat v jeho stylu, projevilo se v ní i jeho básnické nadání. Závěr prvního pobytu v Evropě prožili Hemingwayovi ve Španělsku, kde viděli poprvé býčí zápasy a toreadory. Zde také vznikla jeho přezdívka Papá. Dojmy z návštěvy Španělska popsal Ernest v pěti krátkých črtách. V srpnu 1923 dostal ke korektuře svou první knihu Tři povídky a deset básní (Three Stories and Ten Poems). Krátce na to s Hadley, která čekala dítě, odjeli do Ameriky.
V Torontu se Hemingway vrátil na své místo novináře ve Staru. V říjnu 1923 se jim narodil chlapec, kterému dali jméno John Hadley Nicanor (podle španělského toreadora Nicanora Villalty), pro svou baculatost později zvaný Bumby. V prosinci mu vyšla v omezeném nákladu 170 kusů knížka Za našich časů (In Our Time), do které zařadil čtrnáct krátkých črt s různou tematikou z amerického středozápadu, války v Itálii a býčích zápasů ve Španělsku. Další vydání této knihy vyšlo na podzim roku 1925 v nákladu 1300 výtisků.
V lednu 1924 se Hemingwayovi vrátili do Paříže, kde se okruh jejich známých rozšířil o F. Scotta Fitzgeralda s manželkou Zeldou. Rodina zde žila z malého kapitálu, který Hadley zdědila po otci a z nepravidelných honorářů za Ernestovy články do novin. Současně psal povídky, jejichž náměty čerpal z výletů po Evropě, především do Španělska. Začal pracovat na románu z prostředí toreadorů a španělské fiesty. Román s názvem I slunce vychází/Fiesta (The Sun Also Rises) dokončil začátkem roku 1926. V tomto období vyšla jeho novela Jarní přílivy (The Torrents of Spring), parodie na manýristický styl v Americe uznávaného spisovatele Sherwooda Andersona, jeho někdejšího přítele.
V Hemingwayově osobním životě došlo k velké změně. Již několik měsíců udržoval vztah s mladou Američankou z okruhu svých známých Pauline Marie Pfeifferovou (1895–1951) a manželství s Hadley skončilo rozvodem v lednu 1927. V květnu se Ernest a Pauline vzali. Hemingwayův první román měl příznivé kritiky a dobře se prodával, ale další kniha jeho povídek Muži bez žen (Men Without Women) již nebyla tak dobře přijata. Přesto se Hemingway stával známým spisovatelem nejen v Americe, ale také v Evropě. To mu umožnilo ukončit novinářskou činnost a věnovat se výhradně literární tvorbě.

### Literární sláva (1928–1937)
V roce 1929 vyšel román Sbohem, armádo (A Farewell to Arms), v němž do románové podoby převedl své zážitky z válečného nasazení v Itálii. Kniha se stala bestsellerem a znamenala také značné zlepšení jeho finanční situace. Definitivně rozhodla o jeho světové slávě.
Během následujících let Hemingway pobýval většinou v Americe, kde se věnoval rybolovu na Floridě nebo lovil zvěř na západě ve Wyomingu a Montaně. Pravidelně se vracel do Paříže a na koridu ve Španělsku. Pracoval na knize s názvem Smrt odpoledne (Death in the Afternoon), která faktografickým způsobem zpracovává tematiku býčích zápasů. Vyšla v roce 1932, ale neměla příliš dobré recenze. Napsal také několik povídek.
Psychický otřes mu způsobila smrt otce koncem roku 1928, který svou nemoc ukončil sebevraždou. Počátkem 30. let si s Pauline pořídili velký dům v Key West, kde se usadili se svými dvěma syny Patrickem (*1928) a Gregorym (1931–2001), kteří se předtím narodili ještě v Kansas City. V roce 1934 vydal sbírku čtrnácti povídek pod názvem Vítěz nebere nic (Winner take Nothing). Kromě psaní se v tomto období věnoval svým hlavním životním zálibám: cestování, rybaření, lovu zvěře a boxu. Na přelomu let 1933–1934 strávil několik týdnů na safari v Africe. Po návratu si pořídil loď, kterou pojmenoval Pilar a s ní vyjížděl s přáteli na moře lovit velké ryby (mečouny, tuňáky). Zážitky z afrického safari ho inspirovaly k napsání díla, který bylo vydáno v roce 1935 pod názvem Zelené pahorky africké (Green Hills of Africa). Kromě toho psal povídky a také články pro Esquire a další podobné časopisy. Pracoval na novém románu, jehož hlavním hrdinou byl Harry Morgan, kapitán rybářské lodi. Román vyšel v říjnu 1937 pod titulem Mít a nemít (To Have and Have Not) a přes smíšené hodnocení kritiky se velmi dobře prodával.

### Válečná léta (1937–1945)
Hemingway se jako reportér zúčastnil španělské občanské války. Podílel se také na scénáři dokumentárního filmu Španělská země (The Spanish Earth), který natáčeli jeho přátelé na podporu republikánů. Viděl na vlastní oči boje na frontové linii i následky bombardování měst a vesnic. Uvědomoval si, že fašismus je možno porazit jen s pomocí USA a demokratických států, apeloval v tomto smyslu i na prezidenta Roosevelta. Předvídal, že Španělsko je pouze předehrou k mnohem rozsáhlejšímu konfliktu. Rozhodl se napsat divadelní hru Pátá kolona (The Fifth Column) z prostředí válečného Madridu, která v sobě má autobiografické prvky. Než byla uvedena v divadle, zařadil ji Hemingway do úvodu svého souboru ranějších povídek, který vydalo nakladatelství Scribner na podzim 1938 pod názvem Pátá kolona a prvních 49 povídek (The Fifth Column and the First Forty-Nine Stories).
Po návratu do USA koncem listopadu 1938 své zážitky z občanské války zpracoval do několika povídek (mj. Udání, Motýlek a tank, Nikdo nikdy nezemře) a začal psát román, který již delší dobu nosil v hlavě. Ve Španělsku s ním pracovala novinářka a spisovatelka Martha Gellhornová (1908–1998) kterou znal již z Ameriky a s níž navázal milostný vztah. Začali spolu žít na Kubě v domě Finca Vigía nedaleko Havany. Manželství s Pauline bylo rozvedeno v listopadu 1940 a hned potom uzavřel manželství s Marthou. Román Komu zvoní hrana (For Whom the Bell Tolls), pravdivou výpověď o válce, dokončil v létě 1940. Kritika ho označila za jeho nejlepší dílo a měl obrovský úspěch u čtenářů. Podle knihy byl natočen stejnojmenný film, v němž hlavní role vytvořili Gary Cooper a Ingrid Bergmannová. Do kin byl uveden v roce 1943.
Počátkem roku 1941 strávili s Marthou několik týdnů na Dálném východě, kam byli vysláni jako zpravodajové čínsko-japonské války. Vrátili se na Kubu a po vstupu USA do války tam Hemingway zorganizoval protišpionážní skupinu s cílem eliminovat činnost fašistických protiamerických elementů. Se svou lodí Pilar pátral po německých ponorkách. Jeho amatérská snaha nepřinesla žádné výsledky a byla po několika měsících ukončena. Literární tvorbu v roce 1942 prakticky přerušil. Podílel se na přípravě antologie válečných děl, která byla vydána v říjnu pod názvem Muži ve válce (Men at War). Hemingway k ní napsal obsáhlý úvod.
V soužití s Marthou se začaly objevovat problémy způsobené Ernestovým životním stylem, v němž důležité místo zaujímali kamarádi, rybaření a alkohol. Nezávislá a ambiciózní Martha byla přesvědčena, že by se měl zapojit do války v Evropě, jako to udělal jeho nejstarší syn. Ona sama v říjnu 1943 odjela jako novinářka do Londýna. Hemingway se do Londýna dostal v květnu 1944 jako válečný dopisovatel. S Marthou se zúčastnili jako pozorovatelé invaze spojeneckých vojsk v Normandii, ale potom se jejich cesty rozdělily. Martha odjela do Itálie sledovat boje italské frontě a Ernest se vrátil do Londýna. Tam se seznámil s americkou novinářkou Mary Welshovou (1908–1986), která se později stala jeho čtvrtou manželkou. Do Francie se vrátil v červenci a byl přidělen k 22. pluku pěchotní divize generála Bartona. S tímto útvarem se přes Rambouillet dostal až do Paříže, přičemž si získal respekt vojáků svou odvahou, zkušenostmi a předvídavostí. Na podzim se zúčastnil těžkých bojů na Siegfridově linii v Německu a svou misi ukončil po dobytí vesnice Grosshau poblíž Dürenu. Za aktivní účast ve 2. světové válce byl v roce 1947 vyznamenán Bronzovou hvězdou.

### Nobelova cena (1945–1954)
V březnu 1945 se vrátil do své rezidence na Kubu a později tam za ním přijela Mary Welshová. Oba procházeli rozvodovým řízením a po jeho ukončení se v březnu 1946 vzali. V té době Hemingway začal psát nový román Rajská zahrada (The Garden of Eden), který však byl vydán až čtvrtstoletí po jeho smrti. V roce 1948 manželé podnikli cestu do Itálie a v Benátkách se Ernest zamiloval do devatenáctileté Adriany Ivančičové. Tento cit ho inspiroval k románu o vztahu stárnoucího plukovníka a mladé dívky, který vyšel pod titulem Přes řeku do stínu stromů (Across the River and Into the Trees) nejprve v magazínu Cosmopolitan, v r. 1950 pak knižně ve Scribnerově nakladatelství. Odbornou kritikou byl přijat se zklamáním, ale u čtenářů měl úspěch a dobře se prodával.
Na přelomu roku 1950–51 Hemingway prožíval období tvůrčího vzepětí, ke kterému přispěla i návštěva Adriany Ivančičové na Kubě. Kromě několika drobných próz pro časopisy pokračoval v práci na zamýšlené trilogii o válce na moři. Nejvýznamnějším počinem jara 1951 se stal příběh o starém rybáři Santiagovi a jeho zápase s velkou rybou. Krátká novela Stařec a moře (The Old Man and the Sea), kterou napsal během osmi týdnů, vyšla v září 1952 nejprve v časopise Life v nákladu 5 milionů výtisků a následně knižně ve Scribnerově nakladatelství. Ohlasy byly v naprosté většině příznivé a novela byla označována za jeho mistrovské dílo. Z prostého příběhu vytvořil existenciální drama o základních lidských ctnostech, hrdinství, odvaze a důstojnosti. Hemingway získal Pulitzerovu cenu a připravovala se filmová verze se Spencerem Tracym v hlavní roli.
Kromě literárního úspěchu však Hemingwaye v tomto období stihlo několik osobních ztrát – zemřela mu matka, jeho bývalá manželka a matka jeho synů Pauline i několik blízkých přátel. V květnu 1953 se s Mary vydali na safari do Afriky. Cestou se zastavili na fiestě ve Španělsku, kde se Hemingway setkal se starými známými a seznámil se s mladými nadějnými toreadory Antoniem Ordóñezem a Luisem Dominguínem. Půlroční pobyt v Africe skončil, když se těžce potloukl při dvojnásobné letecké havárii v Ugandě. Zranění si léčil v Benátkách a na Kubu se vrátili v červnu 1954. V říjnu mu bylo oficiálně oznámeno, že získal Nobelovu cenu za literaturu. V odůvodnění bylo uvedeno: za stylistické mistrovství moderního vypravěče, které se naposledy ukázalo v knize Stařec a moře a za jeho vliv na současný literární styl. Zdravotní stav mu nedovolil cenu převzít osobně. Medaili věnoval kubánské národní světici Měděné Madoně a nechal ji uložit do relikviáře chrámu Naší Paní v Santiagu de Cuba.

### Poslední léta života (1955–1961)
V následujících letech se Ernest Hemingway potýkal s různými zdravotními problémy, ať už to byl následek jeho dřívějších úrazů a zranění nebo nestřídmého pití. Jeho osobní elán a tvůrčí spisovatelská síla stagnovaly. I když se snažil co nejvíce pracovat, jeho literární tvorba nedosahovala dřívější úrovně. Začal psát novou knihu o Africe, napsal několik povídek o zkušenostech z 2. světové války a znovu přepsal Rajskou zahradu. Nález starých dokumentů z prvního pobytu v Paříži ho inspiroval k napsání série vzpomínkových črt, která byla vydána pod názvem Pohyblivý svátek (A Moveable Feast) až v roce 1964.
V roce 1958 si pořídil nový dům v Ketchumu v horách Idaha nedaleko Sun Valley, kam jezdil už před válkou. Horké kubánské podnebí a rušný společenský život neprospívaly jeho zdraví. Dům na Kubě si však ponechal i po revoluci a nástupu Fidela Castra. Šedesáté narozeniny oslavil Hemingway v kruhu přátel ve Španělsku a pobyt opět využil k návštěvě býčích zápasů, v nichž jako matadoři vystupovali Ordóñez a Dominguín. Článek, který měl o koridě a soupeření dvou toreadorů napsat pro časopis Life, nakonec dosáhl parametrů knihy. V plném znění byla vydána v nakladatelství Scribner pod titulem Nebezpečné léto (The Dangerous Summer) v roce 1985.
Po návratu do USA se Hemingwayův stav postupně zhoršoval, což se projevovalo také na jeho psychice. Měl vysoký tlak, nemocná játra a ledviny, trpěl stavy úzkostí, depresemi a přemýšlel o sebevraždě. Opakovaně byl hospitalizován na klinice Mayo, kde byl léčen i elektrošoky. V červnu 1961 byl z nemocnice propuštěn a vrátil se domů do Ketchumu. Dne 2. července 1961 ráno se zastřelil ranou z brokovnice. Přivolaný lékař prohlásil jeho smrt za náhodnou a Hemingway byl pohřben s církevním obřadem na hřbitově v Ketchumu. Nezanechal po sobě žádný vysvětlující dopis a jeho přátelé se shodli na pravděpodobnosti sebevraždy.

## Dílo
Hemingway byl velmi ovlivněn válkou, vyhledával nebezpečí, měl zálibu v nebezpečných sportech (býčí zápasy) a v lovu. Ve svých povídkách hledal pravdu o člověku v mezní situaci, proto své hrdiny stavěl do nebezpečí, kde pak prokazovali čest a odvahu. Styl jeho psaní je přizpůsoben této literatuře: je úsečný, zbavený všeho nadbytečného, jeho díla nemají žádné citové zabarvení, často píše pouze dialog bez dalších komentářů – tzv. objektivní vypravěčství. Počítá s podtextem, záměrně nesděluje všechny informace („teorie ledovce“). Vysvětlení řady opisovaných jevů, stavů myslí hrdinů, reakcí a pocitů si čtenář musí domyslet zcela sám.
Většina jeho děl byla inspirována osobními zážitky. Jeho zkušenosti, mnohdy trpké a bolestné, ho nutí zamýšlet se nad motivy lidské statečnosti a nezdolnosti. V době nástupu fašismu se stupňuje jeho humanistické cítění, které se současně odráží v řadě jeho děl.
 Postavy jeho děl jsou často muži, kteří vedou nebezpečný způsob života (vojáci, rybáři, lovci, toreadoři). Ve svých povídkách vystupuje pod pseudonymem Nick Adams.
Pro jeho literární styl je typické stručné a jasné vyjádření děje, jednoduché věty a reálné dialogy.

### Romány
- I slunce vychází (Fiesta) – 1926 – pět mladých emigrantů z Paříže navštíví slavnou fiestu ve španělské Pamploně. Dílo, ve kterém hlavnímu hrdinovi Jakobu Barnesovi brání válečné zmrzačení v naplnění lásky k Brett Ashleyové, se kterou z toho důvodu nemůže chodit – ona to odmítá, protože by mu musela být nevěrná. Součástí je dokumentární reportáž z každoroční fiesty v Pamploně ve Španělsku – běh býků ulicemi do arény a korida.
- Sbohem armádo – 1929 – Sbohem armádo je román s autobiografickými prvky, který byl publikován v roce 1929. Vypravěčem je americký poručík Frederic Henry, který sloužil za první světové války v italské armádě. Název románu je převzat z básně anglického dramatika George Peelea ze 16. století.
- Zelené pahorky africké – 1935 – kniha o lovu v Africe, kráse africké přírody.[9]
- Mít a nemít – 1937 – dílo z období hospodářské krize se skládá z vyprávění několika osob a konfrontuje světy dvou hlavních hrdinů: kapitána rybářské lodi Harryho Morgana nuceného živit se pašováním alkoholu a spisovatele Richarda Gordona. [10]
- Komu zvoní hrana – 1940, námětem k tomuto románu mu byla španělská občanská válka. Děj románu se odehrává ve 3 dnech, které prožije na straně republikánů americký dobrovolník Robert Jordan. Cíl jeho příchodu byl vyhodit most do povětří, podle rozkazu generála Golze. V průběhu těchto událostí se Jordan zamiluje do dcery republikánského starosty, který byl zavražděn fašisty. Most se sice podaří zničit, ale při jeho destrukci zemře několik Jordanových společníků a Jordan se sám vážně zraní. Na konci již není schopen dalšího pochodu, a tak zůstává nedaleko bojiště a umírá. Jordan představuje typického hrdinu Hemingwayových příběhů, je mužný, odhodlaný žít svobodně i v kritických situacích, blízko smrti a zla. Význam nemá jeho smrt, ale to, pro co zemřel. Smysl románu vyjádřil autor úvodním mottem: „Smrtí každého člověka je mne méně, neboť jsem součástí lidstva. A proto se nikdy neodvažuj ptát, komu zvoní hrana. Zvoní tobě.“ Autorem těchto slov je však básník John Donne (1572–1631).[11]
- Přes řeku do stínu stromů – 1950 – tragický příběh lásky stárnoucího plukovníka k mladé italské šlechtičně odehrávající se v Benátkách.
- Pohyblivý svátek – 1964 – vzpomínková kniha, ve které je vylíčen bohémský život umělců v Paříži, šťastné období jeho života.
- Ostrovy uprostřed proudu – 1970 – román z autorovy pozůstalosti ve formě téměř deníkových zápisků. Skládá se ze tří částí, které spojuje postava malíře Thomase Hudsona. Děj se odehrává na jednotlivých ostrovech Atlantského oceánu, které představují zároveň tři etapy Hudsonova života před a během 2. světové války.

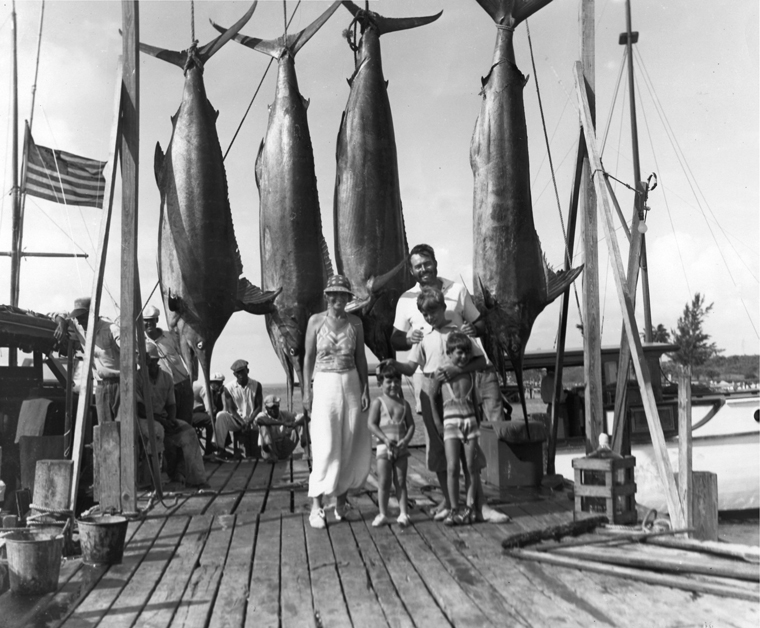
Hemingway se svou rodinou a čtyřmi marlíny v roce 1935

### Novely
- Smrt odpoledne – 1932 – faktografická kniha o býčích zápasech ve Španělsku
- Stařec a moře – 1952, Starý kubánský rybář Santiago se po mnoha neúspěšných lovech (lovil s malým chlapcem) vydává na moře sám. Uloví obrovskou rybu – marlína, se kterou zápasí dva dny, teprve poté se mu ji podaří harpunovat a přivázat k lodi. Tímto životním úlovkem je velmi vysílen a uvažuje, co s rybou udělá a jak se bude mít. Ale mrtvou rybu napadnou žraloci a stařec už nemá sílu rybu ubránit, a tak se vrátí pouze s kostrou své ryby. Smysl tohoto díla není v beznaději nebo něčem takovém, ale právě naopak ukazuje, že Santiago udělal vše pro to, čeho chtěl dosáhnout, tj. vyhrál svůj boj s rybou. „Člověka je možno zničit, ale ne porazit.“ Právě Stařec a moře byl oceněn Nobelovou cenou.[4]

### Povídky
Vedle slavných románů je Hemingway často vyzdvihován za své povídky. Vynikají zkratkovitostí, sugestivní evokací nálady a dialogy, jež jsou oproštěny od stylistických klišé. Nadto povídky nestaví na vyhrocené pointě či dějovosti, spíše pracují s tím, co je čtenáři zdánlivě skryté. V povídkách často vystupuje mladík (Nick Adams), který se dostává do konfrontace s realitou okolního života nebo chlapský hrdina, který si musí hájit své místo v tvrdém světě. Povídky vyjadřují hluboký humanistický podtext, ale zároveň i smysl pro ironii a humor.
- Tři povídky a deset básní
- Za našich časů
- Prvních 49 povídek
- Muži bez žen
- Vojákův návrat

### Hra
- Pátá kolona – jediné drama, které Hemingway napsal. Tematicky vychází rovněž ze zkušeností ze španělské občanské války.

## Česká vydání

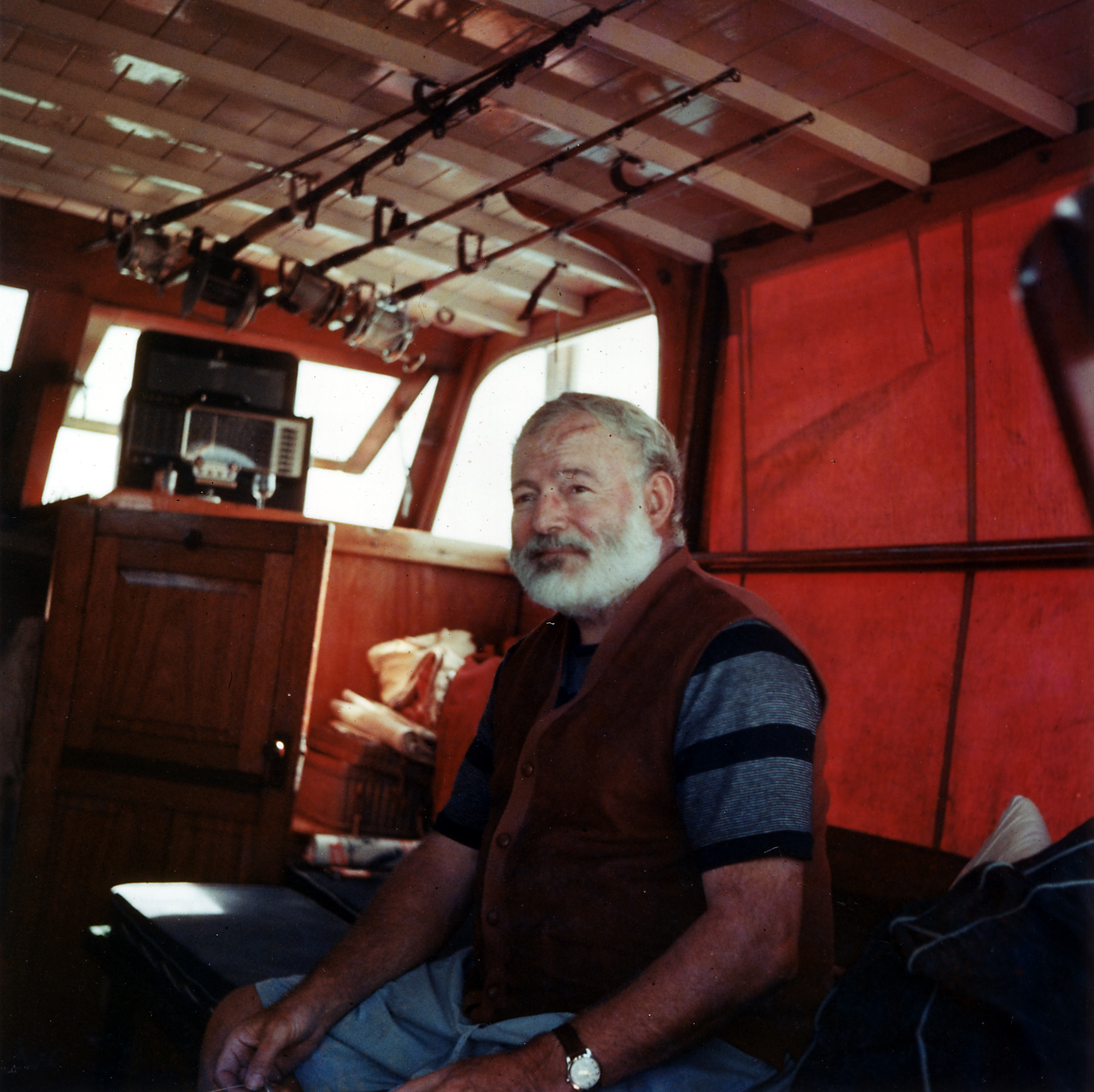
Hemingway na palubě lodi, v roce 1950

- Sbohem, armádo, Jan Otto, Praha 1931, přeložil Emanuel Vajtauer,
- Pět stováků, Alois Hynek, Praha 1933, přeložila Staša Jílovská,
- Komu zvoní hrana, František Borový, Praha 1946, přeložila A. Sonková a Z. Zinková, znovu 1947
- Mít i nemít, J. Lukasík, Ostrava 1946, přeložila Soňa Bartáková,
- Komu zvoní hrana, Naše vojsko, Praha 1958, přeložil Alois Humplík,
- Přes řeku a do lesů, Melantrich, Praha 1958, přeložila Zorka Dostálová-Dandová,
- Sbohem, armádo, SNKLHU, Praha 1958, přeložil Josef Škvorecký,
- Stařec a moře, SNKLHU, Praha 1956, přeložil František Vrba, znovu Československý spisovatel, Praha 1957, SNKLHU, Praha 1961 a 1963 a Odeon, Praha 1972,
- Komu zvoní hrana, Mladá fronta, Praha 1962, přeložil Jiří Valja, znovu Odeon, Praha 1970 (čtvrtý svazek autorových spisů), Svoboda, Praha 1977, Naše vojsko, Praha 1982, Vyšehrad, Praha 1987, Knižní klub, Praha 2000 a Odeon, Praha 2016,
- Zelené pahorky africké, SNKLU, Praha 1963 , přeložili Luba a Rudolf Pellarovi, znovu Orbis, Praha 1965 a 1972, Panorama, Praha 1979 a Odeon, Praha 2014.
- Pátá kolona, DILIA, Praha 1963, přeložil František Vrba, znovu Orbis, Praha 1964,
- Pohyblivý svátek, Odeon, Praha 1966, přeložil Stanislav Mareš,
- Sbohem, armádo, Odeon, Praha 1965, přeložil Josef Škvorecký,
- Fiesta (I slunce vychází), Mladá fronta, Praha 1966, přeložil František Vrba, znovu Svoboda, Praha 1992 a Knižní klub, Praha 2000,
- Zelené pahorky africké, Mít a nemít, Pátá kolona, Odeon, Praha 1968, přeložili Luba a Rudolf Pellarovi, Radoslav Nenadál a František Vrba, třetí svazek autorových spisů,
- Ostrovy uprostřed proudu, Odeon, Praha 1972, přeložili Luba a Rudolf Pellarovi, znovu Knižní klub, Praha 1998,
- Povídky, SNKLU, Praha 1965, přeložil Radoslav Nenadál a další, první svazek autorových spisů, znovu Odeon, Praha 1974 a 1978 a Knižní klub, Praha 1998,
- Sbohem, armádo, Melantrich, Praha 1974, přeložil Vladimír Stuchl,
- Přes řeku do stínu stromů, Pohyblivý svátek, Odeon, Praha 1978, přeložili Luba a Rudolf Pellarovi (svým jménem je zaštítil Jan Zábrana), pátý svazek autorových spisů,
- Mít a nemít, Práce, Praha 1979, přeložil Radoslav Nenadál, znovu Odeon, Praha 2014,
- Smrt odpoledne, Odeon, Praha 1981, přeložili Luba a Rudolf Pellarovi, šestý svazek autorových spisů, znovu Odeon, Praha 2015,
- Fiesta (I slunce vychází), Stařec a moře, Odeon, Praha 1985, přeložil František Vrba, znovu Odeon, Praha 2012,
- Rajská zahrada, Práce, Praha 1991, přeložila Jitka Beránková, znovu Odeon, Praha 2014,
- Pravda za rozbřesku, Knižní klub, Praha 1999, přeložili Luba a Rudolf Pellarovi,
- Sbohem, armádo, Knižní klub, Praha 1999, přeložili Josef Škvorecký a Lubomír Dorůžka, znovu Odeon, Praha 2015,
- Nebezpečné léto, F341, Praha 2011, přeložil Václav Rákos,
- Neporažený, F341, Praha 2012, přeložil Václav Rákos,
- Stařec a moře, F341, Praha 2012, přeložili Václav Rákos a Daniel Deyl,
- Stařec a moře, Odeon, Praha 2014, přeložil Šimon Pellar,
- I slunce vychází, Odeon, Praha 2016, přeložil Martin Pokorný,
- Povídky, Odeon, Praha 2016, přeložil Jiří Hanuš,
- Pohyblivý svátek, Odeon, Praha 2016, přeložili Luba a Rudolf Pellarovi.

## Vyznamenání
- Stříbrná medaile za vojenské hodnoty – Italské království, 1918[12]
- Bronzová hvězda – USA, 1947[13]
- Řád Carlose Manuela de Céspedes – Kuba, 1954[14][15]